# 1777 w sztukach plastycznych
Wydarzenia w sztukach plastycznych i wizualnych w 1777 roku.

## Malarstwo

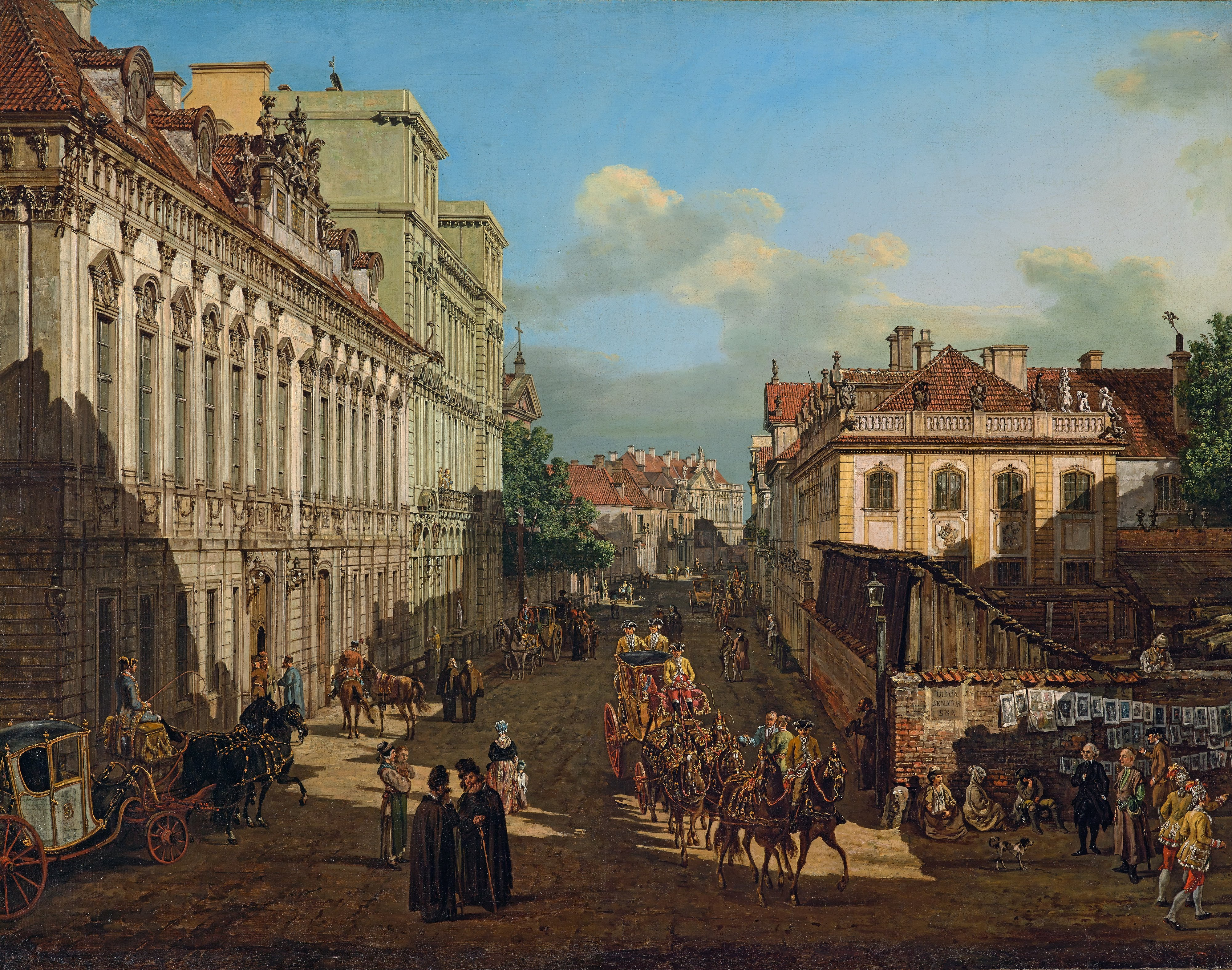
Bernardo Bellotto, Ulica Miodowa

- Bernardo Bellotto

Ulica Miodowa – olej na płótnie, 84 × 107,5 cm